# Canthigaster jamestyleri
Canthigaster jamestyleri es una especie de peces de la familia Tetraodontidae en el orden de los Tetraodontiformes.

## Morfología
Los machos pueden llegar alcanzar los  8,5 cm de longitud total.

## Hábitat
Es un pez de mar de clima tropical y asociado a los  arrecifes de coral que vive entre 90-100 m  de profundidad.

## Distribución geográfica
Se encuentra en el Atlántico occidental: frente a las costas del sureste de los Estados Unidos y el Golfo de México. 

## Observaciones
Es inofensivo para los humanos.